# قطع شارلمان الشطرنجية

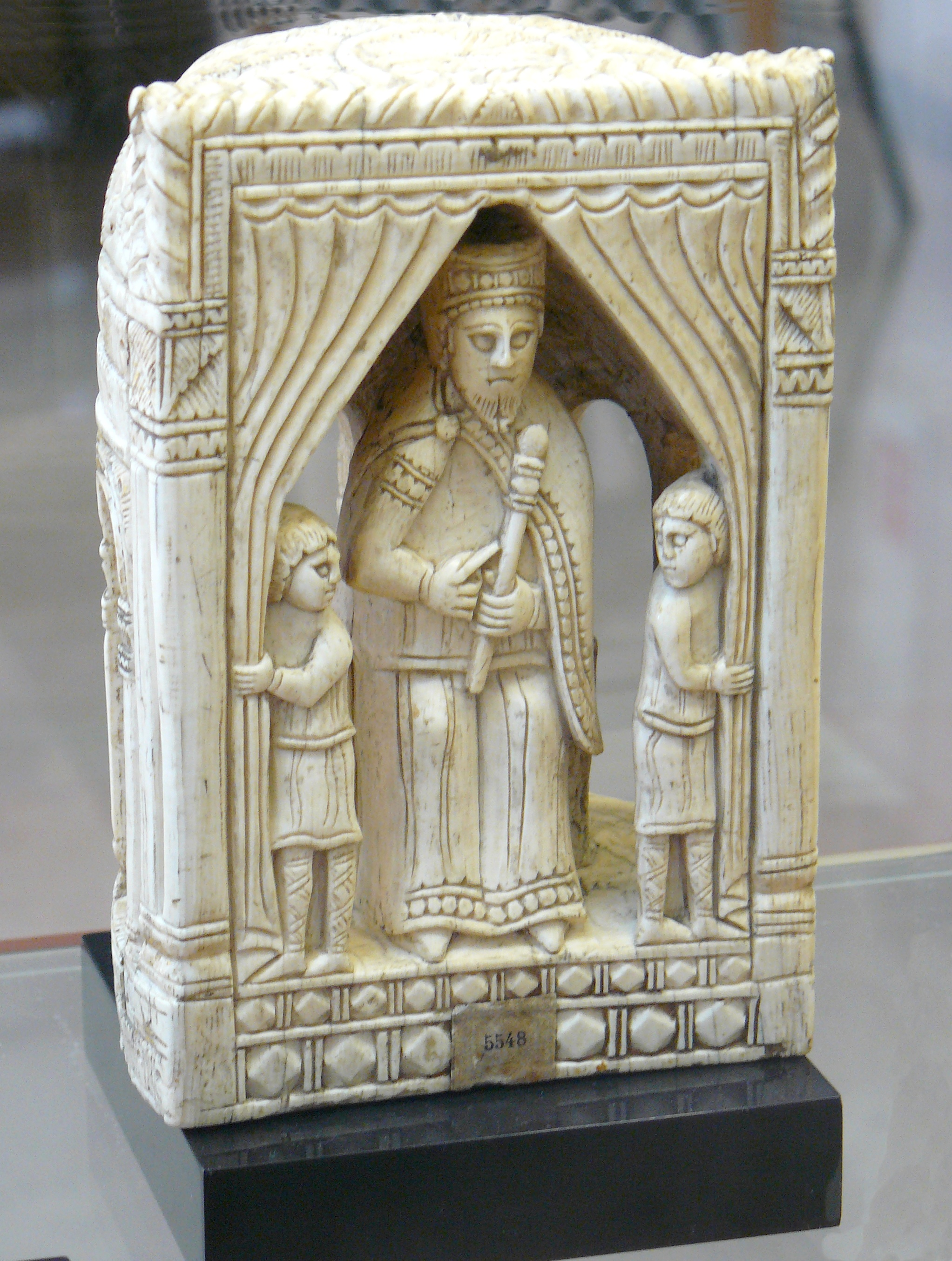
الملك في قطع شارلمان الشطرنجية

قطع شارلمان الشطرنجية هي ستة عشر قطعة شطرنج مصنوعة من العاج سميت باسم الملك شارلمان، ويرجع تاريخها إلى القرن الحادي عشر، حيث تم صنعها في ضواحي ساليرنو بإيطاليا وحفظت بدار الكنوز في سانت دنيس، وهي معروضة حاليا في متحف القطع النقدية والميداليات والتحف التابع للمكتبة الوطنية الفرنسية.

## تاريخ
اقترن اسم هذه القطع الشطرنجية بالملك شارلمان الذي لم يكن يعرف كيفية لعب هذه اللعبة ويقال أنها كانت هدية له من الخليفة هارون الرشيد بمناسبة اعتلائه كرسي العرش في 800 م ، وفي مصدر آخر يقال أنها هدية من الإمبراطورة البيزنطية أيرين أثينا.
في حين أن القول الأكثر انتشارا هو أن هذه القطع يعود تاريخها إلى 1080-1100 م حيث تم تصنيعها في مدينة ساليرنو بإيطاليا من قبل مصمم ومالك مجهولين، وحفظت قطعها في دار الكنوز بكنيسة سانت دنيس أول مرة سنة 1625 مع رقعة شطرنج مصنوعة من العاج كذلك غير أنها فقدت بمرور الوقت،  وفي 1793 تمت مصادرتها أثناء مصادرة ممتلكات الكنيسة وخزنت في المكتبة الوطنية الفرنسية وحاليا تعرض في متحف القطع النقدية والميداليات والتحف الموجود في شارع ريشيليو في باريس.

## وصف
القطع مصنوعة من العاج يتخلله بعض الذهب وتحتوي على آثار من طلاء أحمر، ولم يتم تصميمها للعب بها وإنما للديكور وهذا لحجمها ووزنها الكبيرين حيث يبلغ طولها حوالي 13 سنتيما ويبلغ وزن كل ملك من الملكين 1 كلغ  وقد تم حفظ 16 قطعة من أصل 32 وهي:
ملكين، ملكتين، ثلاث قلاع، أربع أحصنة، أربع فيلة، بيدق.

## روابط خارجية
- قطع شارلمان في موقع تاريخ الشطرنج